# Disuguaglianza di Carleman
La disuguaglianza di Carleman è una disuguaglianza, il cui nome deriva da Torsten Carleman, che la dimostrò nel 1923 e la usò per provare il teorema di Denjoy-Carleman su le classi di funzioni quasi analitiche.

## Enunciato
Sia {\displaystyle a_{1}}, {\displaystyle a_{2}}, {\displaystyle a_{3}}, ... una successione di numeri reali non negativi, allora
{\displaystyle \sum _{n=1}^{\infty }\left(a_{1}a_{2}\cdots a_{n}\right)^{1/n}\leq e\sum _{n=1}^{\infty }a_{n}.}
La costante e nella disuguaglianza è ottimale, cioè la disuguaglianza non vale sempre se {\displaystyle e} è sostituito da un numero più piccolo. La disuguaglianza è stretta (vale con {\displaystyle <} invece di {\displaystyle \leq }) se qualche elemento della successione è non nullo.

## Versione integrale
La disuguaglianza di Carleman possiede una versione integrale, la quale afferma che
{\displaystyle \int _{0}^{\infty }\exp \left\{{\frac {1}{x}}\int _{0}^{x}\ln f(t)dt\right\}dx\leq e\int _{0}^{\infty }f(x)dx}
per ogni {\displaystyle f\geq 0}

## Disuguaglianza di Carleson
Una generalizzazione, dovuta a Lennart Carleson, afferma il seguente enunciato:
per ogni funzione convessa {\displaystyle g} con {\displaystyle g(0)=0}, e per ogni {\displaystyle p>-1},
{\displaystyle \int _{0}^{\infty }x^{p}e^{-g(x)/x}dx\leq e^{p+1}\int _{0}^{\infty }x^{p}e^{-g'(x)}dx.}
La disuguaglianza di Carleman corrisponde al caso {\displaystyle p=0}.

## Dimostrazione
Una dimostrazione elementare è abbozzata di seguito. Dalla disuguagianza della media aritmetica e geometrica applicata a {\displaystyle 1\cdot a_{1},2\cdot a_{2},\dots ,n\cdot a_{n}}
{\displaystyle \mathrm {MG} (a_{1},\dots ,a_{n})=\mathrm {MG} (1a_{1},2a_{2},\dots ,na_{n})(n!)^{-1/n}\leq \mathrm {MA} (1a_{1},2a_{2},\dots ,na_{n})(n!)^{-1/n}}
dove MG indica la media geometrica e MA quella aritmetica. Dall'approssimazione di Stirling si ottiene che {\displaystyle n!\geq {\sqrt {2\pi n}}\,n^{n}e^{-n}}, e applicata a {\displaystyle n+1} implica
{\displaystyle (n!)^{-1/n}\leq {\frac {e}{n+1}}} per ogni {\displaystyle n\geq 1.}
Perciò,
{\displaystyle MG(a_{1},\dots ,a_{n})\leq {\frac {e}{n(n+1)}}\,\sum _{1\leq k\leq n}ka_{k}\,,}
da cui
{\displaystyle \sum _{n\geq 1}MG(a_{1},\dots ,a_{n})\leq \,e\,\sum _{k\geq 1}{\bigg (}\sum _{n\geq k}{\frac {1}{n(n+1)}}{\bigg )}\,ka_{k}=\,e\,\sum _{k\geq 1}\,a_{k}\,,}
che dimostra la disuguaglianza. Oltretutto, la disuguaglianza della media aritmetica e geometrica di {\displaystyle n} numeri non negativi si sa essere una uguaglianza se e solo se tutti i numeri coincidono, cioè in questo caso se e solo se {\displaystyle a_{k}=C/k} per {\displaystyle k=1,\dots ,n}. Di conseguenza, la disuguaglianza di Carleman non è mai un'uguaglianza per le serie convergenti, a meno che tutti gli {\displaystyle a_{n}} si annullino, poiché la serie armonica è divergente.
Si può provare la disuguaglianza di Carleman anche utilizzando la disuguaglianza di Hardy
{\displaystyle \sum _{n=1}^{\infty }\left({\frac {a_{1}+a_{2}+\cdots +a_{n}}{n}}\right)^{p}\leq \left({\frac {p}{p-1}}\right)^{p}\sum _{n=1}^{\infty }a_{n}^{p}}
per ogni numero non negativo {\displaystyle a_{1}},{\displaystyle a_{2}},...  e {\displaystyle p>1},  sostituendo ogni {\displaystyle a_{n}} con {\displaystyle a^{1/p}} e con {\displaystyle p\to \infty }.